# Fluidyzacja
Fluidyzacja – proces powstawania tzw. złoża fluidalnego – dynamicznej zawiesiny drobnych cząsteczek ciała stałego w strumieniu gazu (rzadziej cieczy) poruszającego się z dołu do góry.
Zawiesinę tę tworzy się w urządzeniach zwanych fluidyzatorami. Zawiesina fluidalna powstaje, gdy prędkość porywania cząstek ciała stałego przez gaz jest równa prędkości ich opadania pod wpływem grawitacji.
Cząstki w fazie fluidalnej są w stałym ruchu, przemieszczając się stale po całej objętości naczynia, co sprawia wrażenie, jakby warstwa ta zachowywała się jak wrząca ciecz.
Fluidyzacja intensyfikuje procesy fizyczne i chemiczne.
Zjawisko fluidyzacji wykorzystuje się do prowadzenia procesów technologicznych wymagających dużej powierzchni międzyfazowej i szybkiej wymiany ciepła, takich jak:
- spalanie miału węglowego w elektrowniach i elektrociepłowniach w kotłach fluidalnych
- kalcynacja, prażenie utleniające w piecach fluidyzacyjnych
- spalanie rud siarki przy produkcji kwasu siarkowego
- równomierne ogrzewanie produktów spożywczych, np. podczas ich suszenia (owoce itp.[2] lub produkty sypkie, np.  cukier lub mąka) lub wypalania (kawa[2])
- zamrażania produktów spożywczych w celu uniknięcia ich zbrylania i uszkodzeń[2]
- prowadzenia reakcji chemicznych w fazach gazowych, katalizowanych przy pomocy związków chemicznych znajdujących się na podłożach stałych.

Fluidyzacją nazywa się także powlekanie fluidyzacyjne. 